# Автомагистраль D35 (Чехия)
Автомагистраль D35 (чеш. Dálnice D35) — чешская магистральная автомобильная дорога, строительство которой ведётся в настоящее время. Представляет собой расширение существующей дороги первого класса 35. В случае завершения строительства эта автомагистраль станет второй по протяжённости в стране. Первый участок был открыт в 1978 году, строительство велось до конца 1980-х годов, затем по финансовым соображениям было приостановлено. До 31 декабря 2015 года обозначалась как скоростная дорога R35.

## История
Изначально планировалась как автомагистраль D35 по маршруту Градец-Кралове — Оломоуц — Липник-над-Бечвоу. В 1987 году было решено изменить классификацию на скоростную дорогу, к которой добавили участок Либерец — Турнов — Йичин — Градец-Кралове. При переклассификации скоростных дорог в автомагистрали от 1 января 2016 года, снова стала автомагистралью, но только от Йичина. Уже построенный участок Либерец-Турнов так стал обычной дорогой первого класса 35, обозначенной знаком «Дорога для автомобилей».
По состоянию на декабрь 2021 года, построен участок Могельнице — Оломоуц — Липник-над-Бечвоу, кроме небольшого участка на северо-западе Оломоуца. Также полностью достроен совместный участок с автомагистралью D11 у Градца-Кралове и самостоятельное продолжение до села Часы, откуда строится продолжение до Острова (завершение планируется в августе 2022 года).

## Участки
| Номер         | Маршрут                                              | Категория             | Протяжённость | Начало строительства | Ввод в эксплуатацию | Съезды                                                 |
| ------------- | ---------------------------------------------------- | --------------------- | ------------- | -------------------- | ------------------- | ------------------------------------------------------ |
| H9            | обход Улибиц                                         | D 25,5/100            | 1,64 км       | 2025 (план)          | 2028 (план)         | Улибице                                                |
| H6            | Улибице — Горжице                                    | D 26,0/130            | 16,35 км      | 2024 (план)          | 2027 (план)         | Хомутице                                               |
| H7            | Горжице — Садова                                     | D 25,5/120            | 10,45 км      | 2023 (план)          | 2026 (план)         | Горжице                                                |
| H8            | Садова — Градец-Кралове-Плотиште-над-Лабем           | D 25,5/120            | 7,54 км       | 2023 (план)          | 2026 (план)         | Садова                                                 |
| 1106          | Плотиште-над-Лабем — Куклены (совместно с D11)       | D27,5/120             | 4,6 км        | октябрь 2018         | декабрь 2021        | Градец-Кралове-Плотиште-над-Лабем D11                  |
| 1105/II (ч.2) | Градец-Кралове-Куклены — Праскачка (совместно с D11) | D27,5/120             | 3,8 км        | июль 2014            | август 2017         | Праскачка (снесён) Градец-Кралове-Куклены              |
| 1105/II       | Праскачка — Седлице (совместно с D11)                | D27,5/120             | 2,4 км        | январь 2005          | декабрь 2006        | Седлице D11 Праскачка (временное окончание)            |
| E1 (ч.1)      | Седлице — Опатовице-над-Лабем, ч. 1                  | R 24,5/120 R 25,5/120 | 4,19 км       | ноябрь 2006          | ноябрь 2009         | Опатовице-над-Лабем (без основной эстакады)            |
| E1 (ч.2)      | Седлице — Опатовице-над-Лабем, ч. 2                  | R 24,5/120 R 25,5/120 | 4,19 км       | июнь 2010            | декабрь 2015        | Опатовице-над-Лабем (основная эстакада над съездом)    |
| E2            | Опатовице-над-Лабем — Часы                           | D 26,0/130            | 12,61 км      | март 2019            | декабрь 2021        | Рокитно Часы                                           |
| E3            | Часы — Остров                                        | D 26,0/130            | 14,7 км       | декабрь 2018         | август 2022 (план)  | Дашице Остров                                          |
| E4            | Остров — Высоке-Мыто                                 | D 26,0/130            | 7 км          | 2023 (план)          | 2026 (план)         |                                                        |
| E5            | Высоке-Мыто — Джбанов                                | D 26,0/130            | 5,8 км        | 2023 (план)          | 2026 (план)         | Высоке-Мыто-запад Джбанов                              |
| E6            | Джбанов — Литомышль                                  | D 26,0/130            | 7,59 км       | 2023 (план)          | 2027 (план)         | Ржидкий                                                |
| E7            | Литомышль — Янов                                     | D 26,0/130            | 10,35 км      | 2024 (план)          | 2027 (план)         | Янов                                                   |
| E8            | Янов — Опатовец                                      | D 26,0/130            | 11,71 км      | 2023 (план)          | 2026 (план)         | Опатовец                                               |
| E9            | Опатовец — Старе-Место                               | D 26,0/130            | 16,6 км       | 2024 (план)          | 2028 (план)         |                                                        |
| M7            | Старе-Место — Могельнице                             | D 26,0/130            | 18,23 км      | 2025 (план)          | 2028 (план)         | Старе-Место D43 Малетин Могельнице-север Могельнице-юг |
| 3501          | Могельнице — Ржимице                                 | S 22,5/100            | 5,4 км        | N/A                  | 1979                | Могельнице-юг Палонин                                  |
| 3502          | Ржимице — Младеч                                     | S 22,5/100            | 4,5 км        | N/A                  | 1983                |                                                        |
| 3503          | Младеч — Насобурки                                   | S 22,5/100            | 3,2 км        | N/A                  | 1986                | Младеч                                                 |
| 3504          | Насобурки — Унчовице                                 | S 22,5/100            | 4,9 км        | N/A                  | 1978                | Насобурки                                              |
| 3505          | Унчовице — Пршиказы                                  | S 22,5/100            | 2,7 км        | N/A                  | 1984                | Унчовице                                               |
| 3506          | Пршиказы, объездная дорога                           | S 22,5/100            | 3 км          | N/A                  | 1985                |                                                        |
| 3507          | Пршиказы — Кршелов                                   | S 22,5/100            | 2,5 км        | N/A                  | 1978                | Кршелов                                                |
| 3508          | Кршелов — Славонин, 1 этап                           | R 22,5/120            | 2,75 км       | октябрь 2004         | ноябрь 2007         |                                                        |
| M4            | Кршелов — Славонин, 2 этап                           | D 22,5/120            | 3,17 км       | 2024 (план)          | 2026 (план)         | Кршелов (новый)                                        |
| 3509          | Славонин — Праславице                                | R 26,5/120            | 14,65 км      | ноябрь 1999          | октябрь 2003        | Оломоуц-центр D46 Оломоуц-Немиланы Оломоуц-юг D55      |
| 3510          | Праславице — Вельки-Уезд                             | D 26,5/120            | 8,05 км       | декабрь 1993         | октябрь 1997        | Оломоуц-восток                                         |
| 3511          | Вельки-Уезд — Липник-над-Бечвоу                      | D 26,5/120            | 7,35 км       | октябрь 1996         | июль 1999           | Вельки-Уезд Липник-над-Бечвоу D1                       |

## Галерея

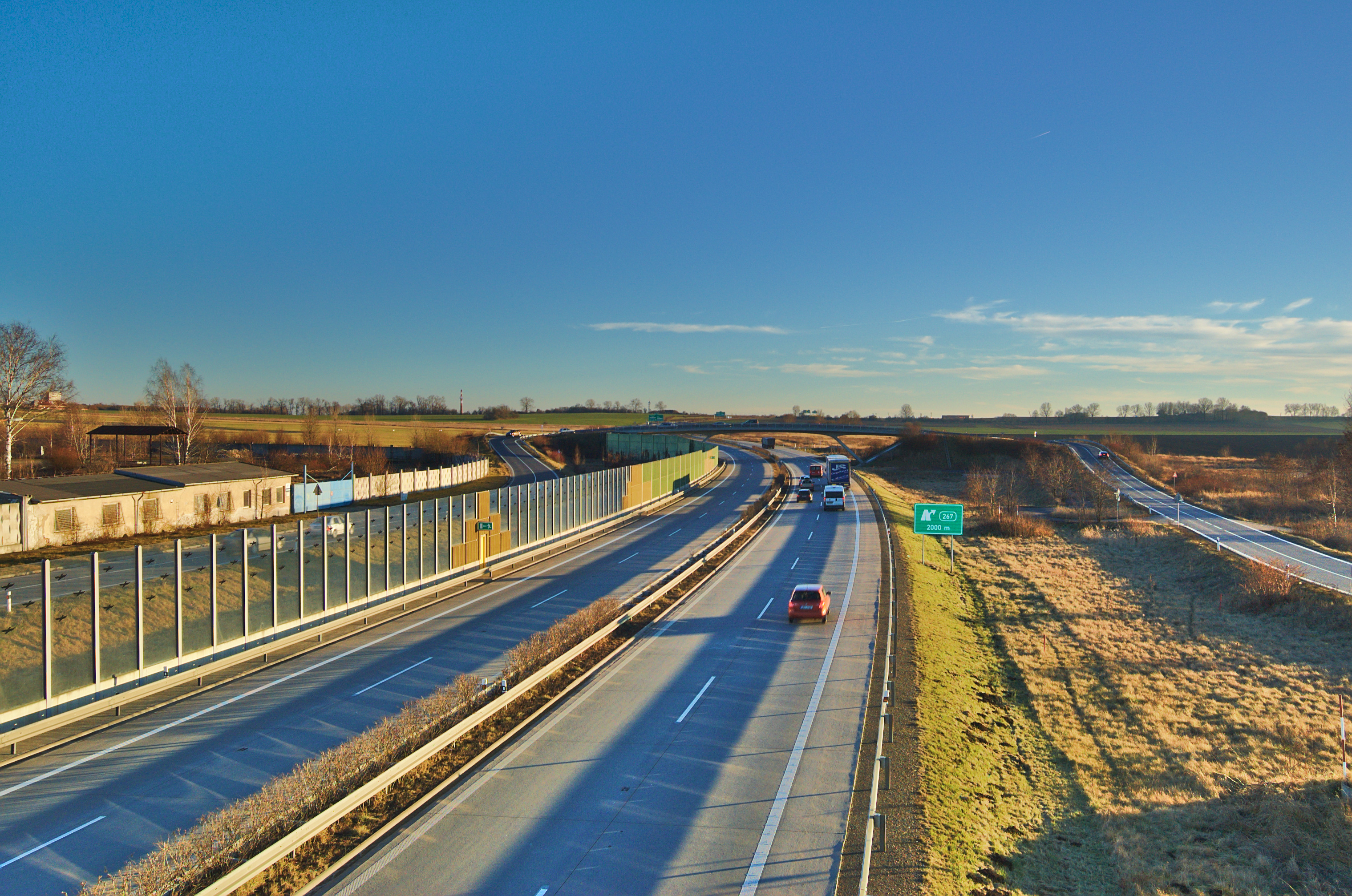
Участок Славонин — Кршелов (вид на юг)
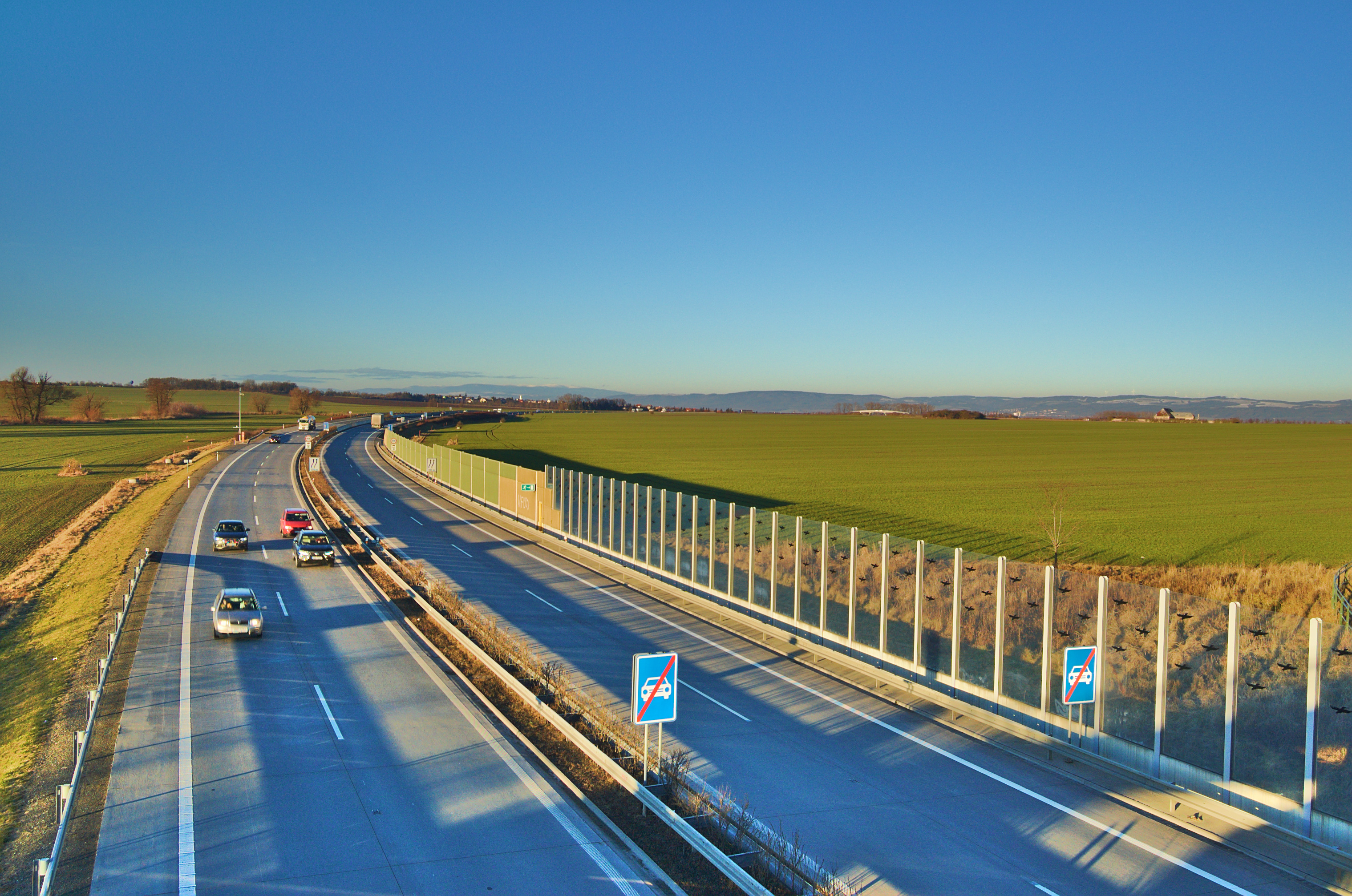
Участок Славонин — Кршелов (вид на север)
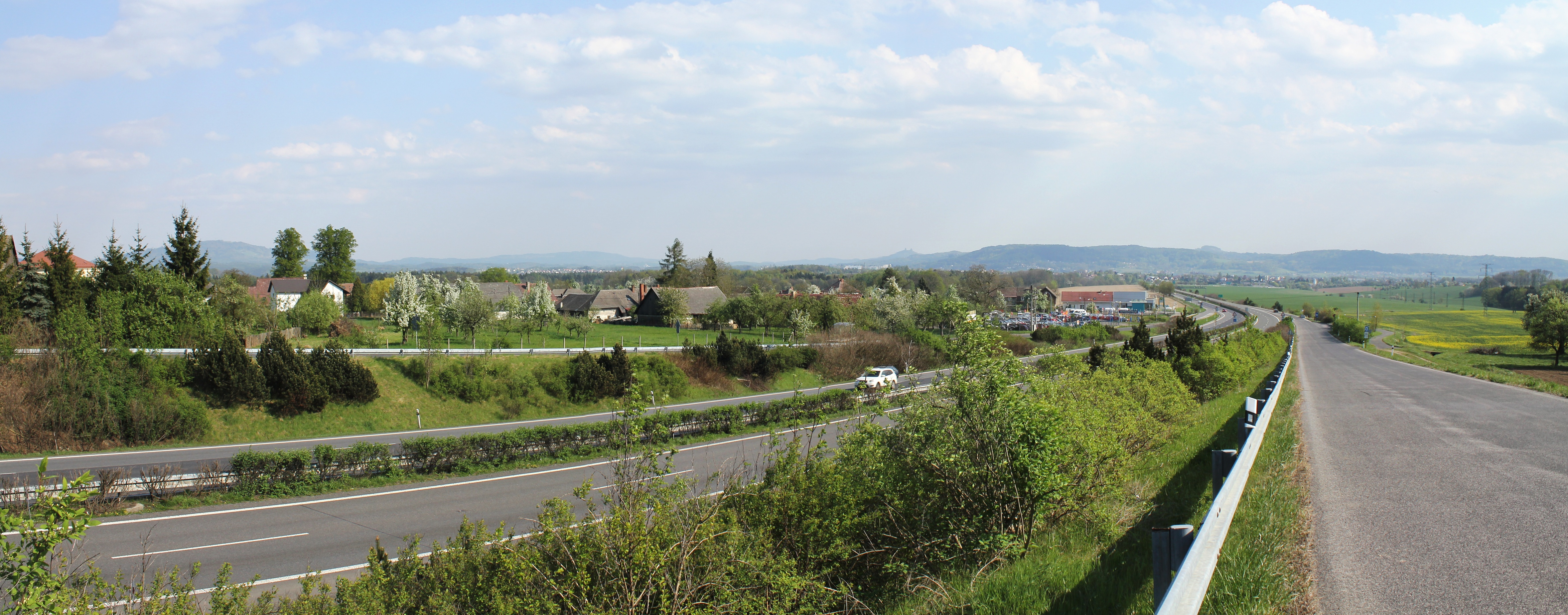
Участок D35 у Пацержиц[чеш.]
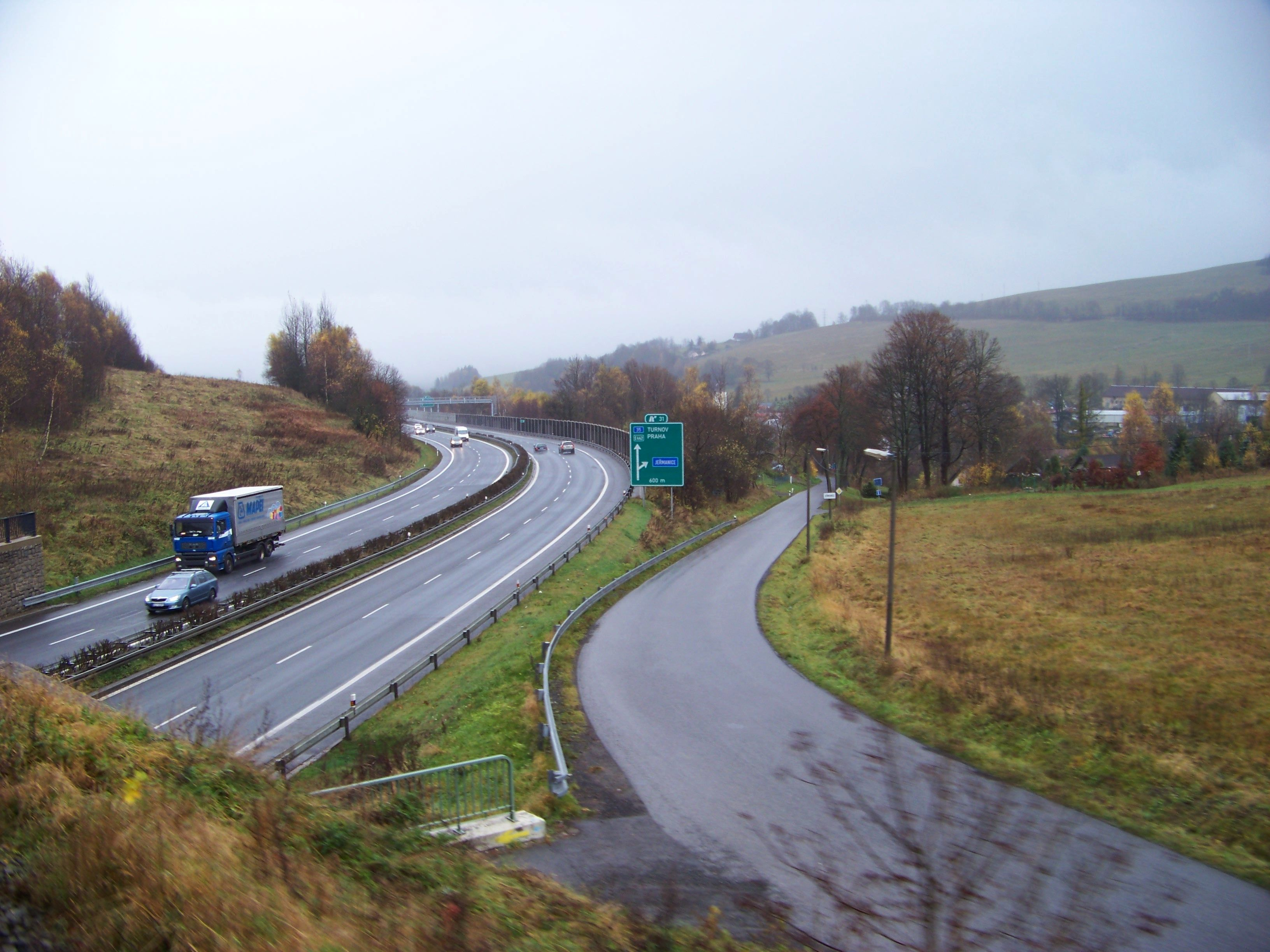
Участок D35 у Ержманиц[чеш.]
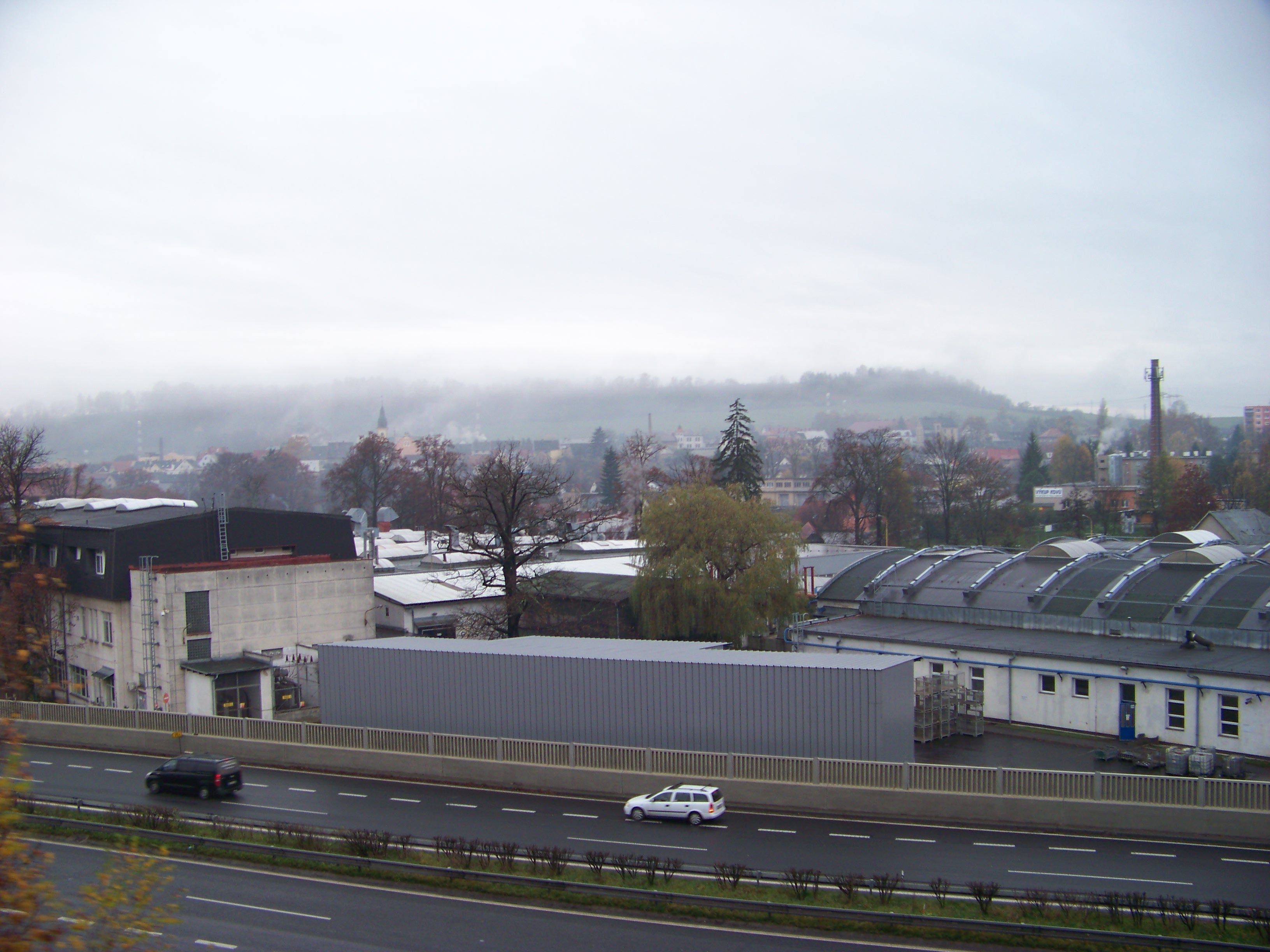
Участок D35 у Ходковиц-над-Могелкоу